# Retiro quitensis
Espèce
Synonymes
- Auximus quitensis Simon, 1906

Retiro quitensis est une espèce d'araignées aranéomorphes de la famille des Macrobunidae.

## Distribution
Cette espèce est endémique de la province de Pichincha en Équateur,. Elle se rencontre vers Quito.

## Description
La femelle syntype mesure 6 mm.

## Systématique et taxinomie
Cette espèce a été décrite sous le protonyme Auximus quitensis par Simon en 1906. Elle est placée dans le genre Retiro par Lehtinen en 1967.

## Étymologie
Son nom d'espèce, composé de quit[o] et du suffixe latin -ensis, « qui vit dans, qui habite », lui a été donné en référence au lieu de sa découverte, Quito.

## Publication originale
- Simon, 1906 : « Étude sur les araignées de la section des cribellates. » Annales de la Société entomologique de Belgique, vol. 50, p. 284-308 (texte intégral).